# Prinsesse Anne
Hendes Højhed prinsesse Anne af Danmark (Anne Ferelith Senella) (4. december 1917 i Washington D.C. – 26. september 1980 i London) var gift med prins Georg af Danmark, og hun var kusine til dronning Elizabeth 2. af Storbritannien.

## Biografi
Hun blev født som Anne Bowes-Lyon, og var datter af John Herbert Bowes-Lyon og Fenella Hepburn-Stuart-Forbes-Trefusis. Faderen var storebror til Elizabeth Bowes-Lyon, den senere britiske dronningemoder.
28. april 1938 giftede Anne sig med Thomas Anson, den senere 4. jarl af Lichfield. De blev skilt i 1948. Sammen havde de to børn:
- Patrick Anson, 5. jarl af Lichfield (født 1939, død 2005)
- Elizabeth Anson (født 1941)

Efter skilsmissen mødte Anne den danske prins Georg, oldebarn af kong Christian 9. til Danmark og søn af prins Axel af Danmark og prinsesse Margaretha af Sverige. Anne og Georg giftede sig i Forfarshire den 16. september 1950.
Prinsesse Anne døde i 1980, 62 år gammel.

### Dekorationer

#### Danske dekorationer
- Danmark: Ridder af Elefantordenen (R.E.)  (1974)